# Ecstasy (песня Сиары)
«Ecstasy» — песня американской певицы Сиары, вышедшая 4 апреля 2025 года в качестве лид-сингла из восьмого студийного альбома CiCi (2025). Ремикс с участием Нормани и Тейаны Тейлор был выпущен 6 июня 2025 года.

## Отзывы
Сингл получил положительные отзывы музыкальной критики и интернет-изданий.
Эмили Землер, написавшая рецензию для Rolling Stone, назвала сингл «расширяющим возможности». Бадди Иан в The Music Universe высоко оценил сингл, назвав его «классической знойной песней в стиле R&B», добавив, что он «даёт возможность людям принять подлинную любовь и насладиться пьянящей свободой обладания своей индивидуальностью». Журнал Essence включил «Ecstasy» в список «Лучшая новая музыка этой недели», а рецензент Окла Джонс отметила, что песня стала «ослепительным возвращением» Сиары, добавив, что это «знойный грув, который доказывает, что Сиара по-прежнему королева танцпола».

## Музыкальное видео
Официальное музыкальное видео было выпущено 4 апреля 2025 года; его режиссёром выступила Дайан Мартел, ранее снявшая клипы на синглы Сиары «Promise» (2006) и «Ride» (2010). Оно было представлено на рекламных щитах Таймс-сквер в Нью-Йорке.

## Чарты
| Чарт (2025)                                | Высшая позиция |
| ------------------------------------------ | -------------- |
| США (R&B/Hip-Hop Digital Songs, Billboard) | 11             |